# 金飚兵
金飚兵，南京大学教授，曾参与中国国家“973”和“863”等多个研究项目，任中华人民共和国教育部“长江学者”特聘教授。

## 生平
1986年，1991年和1995年先后获得南京大学电子科学与工程系学士、硕士和博士学位。后于同校任教。